# 伊万·巴兰卡
伊万·巴兰卡（1985年5月19日—），斯洛伐克男子冰球运动员。他曾代表斯洛伐克参加2010年、2014年和2018年冬季奥林匹克运动会冰球比赛，最好名次为2010年冬季奥运会的第四名。